# 小行星4549
小行星4549（4549 Burkhardt）是一颗绕太阳运转的小行星，为主小行星带小行星。该小行星于1973年9月29日发现。

## 轨道参数
小行星4549的轨道半长轴为2.4363080 UA，离心率为0.154。